# Präriehühner
Die Präriehühner (Tympanuchus) sind eine Vogelgattung aus der Familie der Fasanenartigen (Phasianidae), die zur Ordnung der Hühnervögel (Galliformes) gehört. Zur Gattung werden heute in der Regel drei Arten gerechnet, die nur in Nordamerika vorkommen. Das ausgestorbene Heidehuhn gilt als Unterart des Präriehuhns, einer der Arten dieser Gattung.
Alle drei Arten gehören zu den eher kleinen Raufußhühnern und erreichen eine Körperlänge von 40 bis 43 Zentimetern. Sie bewohnen in Nordamerika verschiedene Formen der Prärie. Bekannt sind sie für ihr elaboriertes Balzverhalten. Die Männchen versammeln sich in Leks, wo sie laut rufen und mit gerade ausgestreckten Hälsen und gespreizten Schwänzen um die Weibchen tanzen. Die Luftsäcke am Hals sind dabei weit aufgeblasen. 
Die Bestände sind unterschiedlich stark zurückgegangen. Das Präriehuhn kam einst in ganz Nordamerika vor, der Bestand wurde auf nur 1 % durch Jagd und Anlegung von Weide- und Anbauflächen verringert. Heute lebt es nur noch in den zentralen USA in den Bundesstaaten Nebraska, Oklahoma und South Dakota, wo es mit dem ausgesetzten Fasan konkurriert. Die Männchen bleiben auch im Winter an ihren Balzplätzen, die Weibchen wandern nach Süden.

## Arten
Die folgenden Arten gehören zu den Präriehühnern:
- Schweifhuhn, Tympanuchus phasianellus, nördliches Nordamerika
- Präriehuhn, Tympanuchus cupido, zentrale USA
- Oklahomapräriehuhn, Tympanuchus pallidicinctus, südzentrale USA

## Belege

### Einzelbelege
1. ↑   Madge et al., S. 381
2. ↑   Madge et al., S. 381, 385